# Le règne de Louis XIV
Le règne de Louis XIV è un cortometraggio del 1904 diretto da Vincent Lorant-Heilbronn.

## Trama
Scena storica in 6 dipinti con grandi acque e balletto
1. La lotta dei moschettieri
2. Campo delle Fiandre.
3. La fuga della signorina de la Valliere.
4. Luigi XIV e la maschera di ferro.
5. Corte gaie
6. Festa notturna a Versailles (mostra le famose fontane).